# Beate Gummelt
Beate Gummelt, nata Anders (Lipsia, 4 febbraio 1968), è un'ex marciatrice tedesca.

## Palmarès

### Mondiali indoor
- 2 medaglie:
  - 1 oro (Siviglia 1991 nella marcia 3000 m[1])
  - 1 argento (Budapest 1989 nella marcia 3000 m[2])

### Europei indoor
- 4 medaglie:
  - 2 ori (L'Aia 1989 nella marcia 3000 m[1]; Glasgow 1990 nella marcia 3000 m[1])
  - 1 argento (Parigi 1994 nella marcia 3000 m[2])
  - 1 bronzo (Genova 1992 nella marcia 3000 m[2])